# Nana Konadu Agyeman Rawlings
Nana Konadu Agyeman-Rawlings (sinh ngày 17 tháng 11 năm 1948)  là Đệ nhất phu nhân Ghana từ ngày 4 tháng 6 năm 1979 đến ngày 24 tháng 9 năm 1979 và ngày 31 tháng 12 năm 1981 đến ngày 7 tháng 1 năm 2001 , cả hai lần dưới thời Tổng thống Jerry John Rawlings. Năm 2016, bà trở thành người phụ nữ đầu tiên ra tranh cử Tổng thống Ghana. Vào tháng 11 năm 2021, Lễ tưởng niệm ngày giỗ đầu tiên của cựu Tổng thống Jerry John Rawlings ở Ghana đã làm nảy sinh yêu cầu phục hồi Nana Konadu Agyeman Rawlings vào Đại hội Dân chủ Quốc gia (NDC).

## Tuổi thơ
Nana Konadu sinh ngày 17 tháng 11 năm 1948, là JOT Agyeman và vợ. Bà theo học trường quốc tế Ghana  sau đó bà chuyển đến trường Achimota, nơi bà gặp Jerry John Rawlings. Bà tiếp tục học Nghệ thuật và dệt may tại Đại học Khoa học và Công nghệ. Bà là một nhà lãnh đạo sinh viên của Hội trường nơi cư trú của cô, Hội trường Châu Phi. Năm 1975, bà đã nhận được bằng tốt nghiệp thiết kế nội thất từ Đại học Nghệ thuật Luân Đôn.
Nana Konadu kết hôn với Rawlings vào năm 1977. Họ có đứa con đầu lòng, Zenator vào năm 1978. Rawlings khi đó là một Sĩ quan Không quân. Hai đứa con gái khác và một đứa con trai theo sau; Yaa Asantewaa, Amina và Kimathi. bà sẽ theo đuổi con đường học vấn của mình trong vài thập kỷ tới, có được bằng tốt nghiệp về quản lý nhân sự tiên tiến từ Viện Năng suất và Phát triển Quản lý của Ghana năm 1979 và chứng chỉ phát triển từ Học viện Quản lý và Hành chính công Ghana năm 1991.
Bà Nana Konadu Agyeman Rawlings trở thành Đệ nhất phu nhân đầu tiên khi chồng bà trở thành Nguyên thủ quốc gia một thời gian ngắn vào năm 1979. Ông trở lại nắm quyền vào năm 1981 và chịu trách nhiệm cho đến năm 2001. Bà là chủ tịch của Phong trào Phụ nữ 31 tháng 12  năm 1982. Bà được bầu làm Phó Chủ tịch thứ nhất của đảng của bà vào năm 2009 trong nhiệm kỳ thứ hai của nhiệm kỳ của Quốc hội Dân chủ (NDC) tại nhiệm sở dưới thời Tổng thống John Atta Mills. Bà đã không thành công thách thức Atta Mills cho vị trí cầm cờ của đảng tại đại hội của đảng năm 2011.

## Giáo dục
Đại học Khoa học và Công nghệ, Kumasi, Ghana, bằng cấp; các khóa học nâng cao ở London, Anh; Đại học Johns Hopkins, Viện nghiên cứu chính sách, Baltimore, MD, chứng nhận cho chương trình nghiên cứu sinh trong các tổ chức từ thiện và phi lợi nhuận. 

## Công việc của cuộc sống
Trong một tuyên bố do Đại sứ quán Ghana đưa ra, cựu Đệ nhất phu nhân Nana Konadu Agyeman Rawlings tuyên bố: "Mong muốn của tôi là nhìn thấy sự giải phóng phụ nữ ở mọi cấp độ phát triển để cho phép họ đóng góp và hưởng lợi từ tiến bộ kinh tế xã hội và chính trị của Đất nước.... Vai trò quan trọng của phụ nữ trong việc thúc đẩy hòa bình trong gia đình, đất nước và thế giới nói chung phải được thừa nhận. Và để làm được điều này, họ phải được trao quyền chính trị để trang bị cho họ đầy đủ các thách thức trong việc xác định và đánh giá các giải pháp phê phán vì sự tốt đẹp của xã hội. " 
Đây là mục tiêu của Phong trào Phụ nữ ngày 31 tháng 12, trong đó bà Nana Konadu Agyeman Rawlings làm chủ tịch. Bà mô tả nó như là một "Tổ chức phi chính phủ định hướng phát triển dựa trên cơ sở rộng lớn, mong muốn đạt được các mục tiêu này thông qua việc huy động phụ nữ hiệu quả." Ngoài ra, phong trào của bà ấy, hai triệu người mạnh mẽ đã thành lập hơn 870 trường mầm non ở Ghana và đã tích cực làm việc để khuấy động sự quan tâm cho việc hoàn thành phát triển trẻ em và kế hoạch hóa gia đình.
Cựu Đệ nhất phu nhân Ghana đã nói rằng bà sẽ tiếp tục hoạt động trong phong trào phụ nữ ngay cả khi chồng bà không còn là tổng thống. Chồng bà đã lãnh đạo một cuộc đảo chính quân sự giành chính quyền vào năm 1981, mặc dù ông không được thành lập với tư cách là nguyên thủ quốc gia cho đến năm sau. Đất nước trở lại thành công cai trị dân sự vào năm 1992 và tổ chức các cuộc bầu cử tự do. Gọi đệ nhất phu nhân là "một phần công cụ của cuộc cách mạng trong nền kinh tế Ghana", người Mỹ gốc Phi cho biết phụ nữ là lực lượng lao động lớn nhất của Ghana và họ muốn trở thành một phần trung tâm của sự tái phát triển của đất nước. "Trước ngày 31 tháng 12 năm 1981, họ không có quyền lực ảnh hưởng trong luật pháp hoặc chính trị - ngay cả những luật liên quan đến họ." Đó là một phong trào ở cơ sở, với phụ nữ bán đất, quần áo và trang sức của họ để lấy tiền.

## Quyền phụ nữ
Đầu những năm 1980, một vài phụ nữ tiếp cận bà muốn thành lập một tổ chức phụ nữ nhưng sau một vài cuộc họp, rất ít chuyện xảy ra. Bà nói rằng sau khi hỏi phụ nữ họ muốn làm gì với tư cách là một tổ chức, "Rõ ràng là chúng ta phải bắt đầu với những thứ sẽ kiếm được tiền để phát triển cộng đồng của họ trong lĩnh vực xã hội. Hầu hết phụ nữ muốn những thứ như nước."  Phong trào đã dạy phụ nữ Ghana cách tạo thu nhập và tiết kiệm tiền cho các dự án cộng đồng. Nó khuyến khích họ trở thành một phần của quá trình ra quyết định tại làng của họ và giải thích các chính sách về y tế và giáo dục. Nó cung cấp một chương trình xóa mù chữ cho người lớn để dạy họ đọc và viết, phần lớn phụ nữ cũng không thể làm được. Những cuộc hôn nhân quá sớm ở trẻ em nữ đã không được khuyến khích và các chương trình được cung cấp về dinh dưỡng và tiêm chủng. Năm 1991, thông qua những nỗ lực của Nana Konadu, Ghana là quốc gia đầu tiên phê chuẩn Công ước Liên hợp quốc về quyền trẻ em.
Thông qua phong trào, bà Rawlings cũng đóng một vai trò quan trọng trong việc thông qua "Luật kế thừa nội tâm", áp dụng cho những người sống sót của bất kỳ ai chết mà không có di chúc. Theo truyền thống, phụ nữ Ghana có ít hoặc không có quyền thừa kế khi cái chết của chồng. Luật mới cung cấp một tiêu chuẩn của thừa kế.
Phong trào bà Rawlings cũng đã dạy phụ nữ trong làng tham gia vào quá trình bầu cử. "Chúng tôi thực sự chỉ đập nó vào họ cho đến khi họ nhận ra, hey, chúng tôi không muốn bất kỳ ai trong số những người sống bên ngoài khu vực của chúng tôi đến và đứng trong khu vực của chúng tôi để được bầu," bà nói trong báo cáo châu Phi. "Rất nhiều phụ nữ hiện đang ở trong các ủy ban ở làng và huyện của họ, một số phụ nữ đang làm chủ tịch ủy ban.... Tôi chỉ có thể nói rằng chúng tôi đã tạo ra nhiều ảnh hưởng, và tôi có thể nhìn thấy từ lòng tự trọng và sự kiêu ngạo của những người phụ nữ, giờ đây chúng ta thực sự đã có thể vượt qua bức tường dày này. " Năm 1992, 19 phụ nữ đã được bầu trong các cuộc bầu cử quốc hội.
Chỉ ra lĩnh vực tài chính là một trong những vấn đề của họ, bà Rawlings nói với Châu Phi Báo cáo: "Hầu hết các đại sứ quán phương Tây nói rằng chúng tôi chỉ là một nhóm chính trị và họ không mất thời gian để lắng nghe. Mọi người hiểu.... Càng nhiều phụ nữ tham gia chính trị, thế giới sẽ càng tốt hơn, bởi vì chúng ta không nghĩ đến chiến tranh và ai sẽ sản xuất vũ khí và ai sẽ giết người tiếp theo. mối liên kết, mạng lưới và làm cho thế giới trở thành một nơi tốt hơn để sống. "bà ấy là một người phụ nữ rất sôi nổi và lôi cuốn.

## Chuyến du lịch Mỹ năm 1995
Trong năm 1995, đệ nhất phu nhân Ghana đã cùng chồng đến các thành phố, bao gồm New York, Chicago, Atlanta, Washington, DC, Houston, Detroit, Lincoln, Pennsylvania và Los Angeles, cố gắng khuyến khích đầu tư và giao dịch với Ghana. Chồng bà là tổng thống Ghana đầu tiên đi công du toàn quốc tại Hoa Kỳ. 
Đệ nhất phu nhân Ghana đã ở Hoa Kỳ trong năm tuần tham gia chương trình nghiên cứu sinh trong các tổ chức từ thiện và phi lợi nhuận tại Viện Nghiên cứu Chính sách tại Đại học Johns Hopkins ở Baltimore, nơi bà nhận được chứng chỉ sau khi kết thúc khóa học., bao gồm các kỹ thuật gây quỹ, chính sách thuế và một khóa học về tổ chức cộng đồng.   Năm 1995 cả bà và chồng đã nhận bằng tiến sĩ danh dự tại Đại học Lincoln ở Lincoln, bang Pennsylvania. 

## Bầu cử năm 2016
Năm 2016, bà trở thành người phụ nữ đầu tiên ra tranh cử Tổng thống Ghana. Bà được coi là "Hillary Clinton" của Châu Phi. bà có thể trở thành nữ tổng thống đầu tiên của Ghana nếu giành chiến thắng với đảng mới thành lập năm 2016.